# Concilio di Seleucia-Ctesifonte (410)
Il concilio di Seleucia-Ctesifonte del 410 fu il primo Concilio nazionale della Chiesa d'Oriente. Convocato ufficialmente dallo scià (re) Yazdgard I, fu presieduto dal "grande metropolita" Isacco, coadiuvato dall'arcivescovo Maruta di Martiropoli. Vi parteciparono anche delegati dell'Impero romano d'Oriente.
Gli atti del concilio sono pervenuti sino a noi nel manoscritto edito da Jean-Baptiste Chabot nel 1902 con il nome di Synodicon orientale. 

## Il contesto storico
Il concilio del 410 si pone al termine di un lungo processo di rappacificazione tra l'Impero persiano e la Chiesa cristiana. Durante il lungo regno del re persiano Sapore II (309-379) i cristiani furono oggetto di una dura persecuzione. I successori di Sapore II furono più benevoli, fino all'avvento di Yazdgard I (399-420), che adottò una politica favorevole ai cristiani. La sua azione, assieme a quella di Maruta, vescovo di Martiropoli (Mayperqiṭ), inviato alla corte dello scià in qualità di ambasciatore bizantino, e di Isacco vescovo di Seleucia-Ctesifonte (la capitale), posero le premesse per la convocazione di un grande concilio nazionale volto alla legittimazione del cristianesimo siro-orientale nell'impero persiano.
Il concilio fu celebrato tra gennaio e febbraio del 410 a Seleucia-Ctesifonte, alla presenza di circa 40 vescovi, e fu presieduto dal "grande metropolita" Isacco. Il sinodo fu l'occasione per il riconoscimento della Chiesa siro-orientale come unica Chiesa cristiana legittima nell'impero persiano e del vescovo di Seleucia-Ctesifonte come catholicos di tutti i cristiani siro-orientali. Inoltre il concilio, in comunione con l'oecumene cristiana, dichiarò la propria adesione ai decreti del concilio di Nicea del 325. Infine, fu codificato il rito liturgico conosciuto oggi come rito caldeo.

## L'organizzazione della Chiesa
Il concilio del 410 organizzò per la prima volta la Chiesa dell'impero persiano in province ecclesiastiche, sul modello delle province dell'impero bizantino. Questa organizzazione fu sancita e ufficializzata nel canone XXI del concilio, che stabiliva il primato del metropolita di Seleucia-Ctesifonte e la divisione in sei province ecclesiastiche, ciascuna suddivisa in diocesi, il cui numero fu stabilito dallo stesso concilio.
| N°  | Provincia di pertinenza        | Sede del metropolita        | Elenco delle diocesi |
| --- | ------------------------------ | --------------------------- | --- |
| I   | Beth Aramaye                   | Seleucia-Ctesifonte         | Arcidiocesi di Seleucia-Ctesifonte Diocesi di Kaskar                                                                                                   |
| II  | Beth Huzaye (Khūzestān o Elam) | Bēṯ Lapaṭ (Jundishapur)     | Arcidiocesi di Beth Lapat Diocesi di Karka d'Ledan Diocesi di Hormizd Ardashir Diocesi di Susterin Diocesi di Sus                                      |
| III | Beth Arbaye (Arbayistan)       | Nisibis                     | Arcidiocesi di Nisibi Diocesi di Arzun Diocesi di Aoustan d'Arzun Diocesi di Beth Moksaye Diocesi di Beth Rahimai                                      |
| IV  | Maishan                        | Perat-Maishan (Bassora)     | Arcidiocesi di Bassora Diocesi di Karka d'Maishan Diocesi di Rima Diocesi di Nahargur                                                                  |
| V   | Adiabene                       | Arbela (Arbil)              | Arcidiocesi di Arbil Diocesi di Beth Nuhadra Diocesi di Beth Bagas Diocesi di Beth Dasen Diocesi di Ramonin Diocesi di Beth Mahqart Diocesi di Dabarin |
| VI  | Beth Garmai                    | Karka d'Beth Slokh (Kirkuk) | Arcidiocesi di Kirkuk Diocesi di Shahrgard Diocesi di Lashom Diocesi di Mahoze d'Arewan Diocesi di Radani Diocesi di Hrbath Glal                       |

Da quest'elenco sono escluse le diocesi i cui vescovi, per la loro distanza da Seleucia-Ctesifonte, non presero parte al concilio, ma a cui furono inviati gli atti conciliari per l'adesione formale ad essi.
I metropoliti di queste province ecclesiastiche, chiamate successivamente "province interne", avevano il privilegio di partecipare all'elezione del patriarca.